# ژابونوسی
ژابونوسی (به لاتین: Žabonosy) یک منطقهٔ مسکونی در جمهوری چک است که در شهرستان کولین واقع شده‌است. ژابونوسی ۳٫۱ کیلومتر مربع مساحت و ۲۲۶ نفر جمعیت دارد و ۲۱۷ متر بالاتر از سطح دریا واقع شده‌است.